# Moteur EW / DW
 (juillet 2025).
Motif : Pertinence encyclopédique de tant de détails techniques ?
- Archive Wikiwix
- Bing
- Cairn
- DuckDuckGo
- E. Universalis
- Gallica
- Google
- G. Books
- G. News
- G. Scholar
- Persée
- Qwant
- (zh) Baidu
- (ru) Yandex
- (wd) trouver des œuvres sur Wikidata

| 1. | Préciser le motif de la pose du bandeau. | Précisez le motif de la pose du bandeau en utilisant la syntaxe suivante : {{admissibilité à vérifier\|date=juillet 2025\|motif=remplacez ce texte par le motif}}                   |
| 2. | Informer les utilisateurs concernés.     | Pensez à avertir le créateur de l'article, par exemple, en insérant le code ci-dessous sur sa page de discussion : {{subst:avertissement admissibilité à vérifier\|Moteur EW / DW}} |

 (décembre 2014).
Si vous disposez d'ouvrages ou d'articles de référence ou si vous connaissez des sites web de qualité traitant du thème abordé ici, merci de compléter l'article en donnant les références utiles à sa vérifiabilité et en les liant à la section « Notes et références ».
Le moteur PSA EW/DW est un moteur thermique automobile à combustion interne, quatre temps, avec 4 cylindres en ligne alésés directement dans le bloc en aluminium (EW) et fonte (DW), refroidi par eau, doté d'un vilebrequin 5 paliers, soupapes en tête avec arbre(s) à cames en tête entraîné(s) par une courroie de distribution crantée, culasse en aluminium, fabriqué par le groupe PSA utilisé dans les véhicules Peugeot et Citroën. Ce type de moteur a été introduit à partir de 1998, le EW pour remplacer le moteur XU (essence) et le DW pour remplacer le moteur XUD (diesel).
Ces moteurs sont principalement fabriqués dans l’usine PSA de Trémery et par le passé à l' Usine Stellantis de Jeppener en Argentine jusqu'en 2011. Depuis 2011, seule la version DW (diesel) est produite, la variante EW ayant été remplacée par le moteur EP.

## Description
Le moteur EW/DW est une évolution du moteur XU/XUD, dont il utilise de nombreuses pièces, notamment le vilebrequin, mais est fabriqué avec des matériaux plus légers (alliage). Le sens de rotation de ce moteur est horaire (côté distribution), comme sur son prédécesseur. Le moteur est incliné à 17,3° vers l'arrière, contre 30° pour les moteurs XU/XUD afin de satisfaire les évolutions de normes de choc.
Les moteurs EW sont tous à double arbre à cames et 16 soupapes avec une cylindrée allant de 1 749 à 2 231 cm3 et sont utilisés principalement sur les berlines familiales, routières et monospaces, bien que le 2,0 ait également été utilisé dans des modèles sportifs comme la Peugeot 206 RC ou S16.
Les premiers moteurs DW possèdent un simple arbre à cames, 2 soupapes par cylindre et une cylindrée allant de 1 868 à 1 997 cm3 . Ils furent sortis ensuite dans une version plus aboutie avec double arbre à cames et 4 soupapes par cylindre avec une cylindrée de 2 179 cm3 pour les Peugeot 607 et Citroën C5. Ces moteurs ont été les premiers de PSA à utiliser la technologie common rail et l'appellation HDi.

## Versions Essence

### EW7
Il s'agit du plus petit moteur de la famille. Il dispose d'un alésage de 82,7 mm, d'une course de 81,4 mm pour une cylindrée de 1 749 cm3. Il fait office de moteur d'entrée de gamme. En novembre 2006, il bénéficie d’un léger gain de puissance. La production cesse le 1er janvier 2011.
| Type         | Puissance                     | Couple                 | Véhicules                                         |
| ------------ | ----------------------------- | ---------------------- | ------------------------------------------------- |
| EW7 J4 (6FZ) | 117 ch (85 kW) à 5 500 tr/min | 160 N m à 4 000 tr/min | Peugeot 406 et 407, Citroën C5, et Xsara Picasso. |
| EW7 A        | 125 ch (92 kW) à 5 500 tr/min | 163 N m à 4 500 tr/min | Peugeot 407, Citroën C5 I et II, C4 Picasso.      |

### EW10

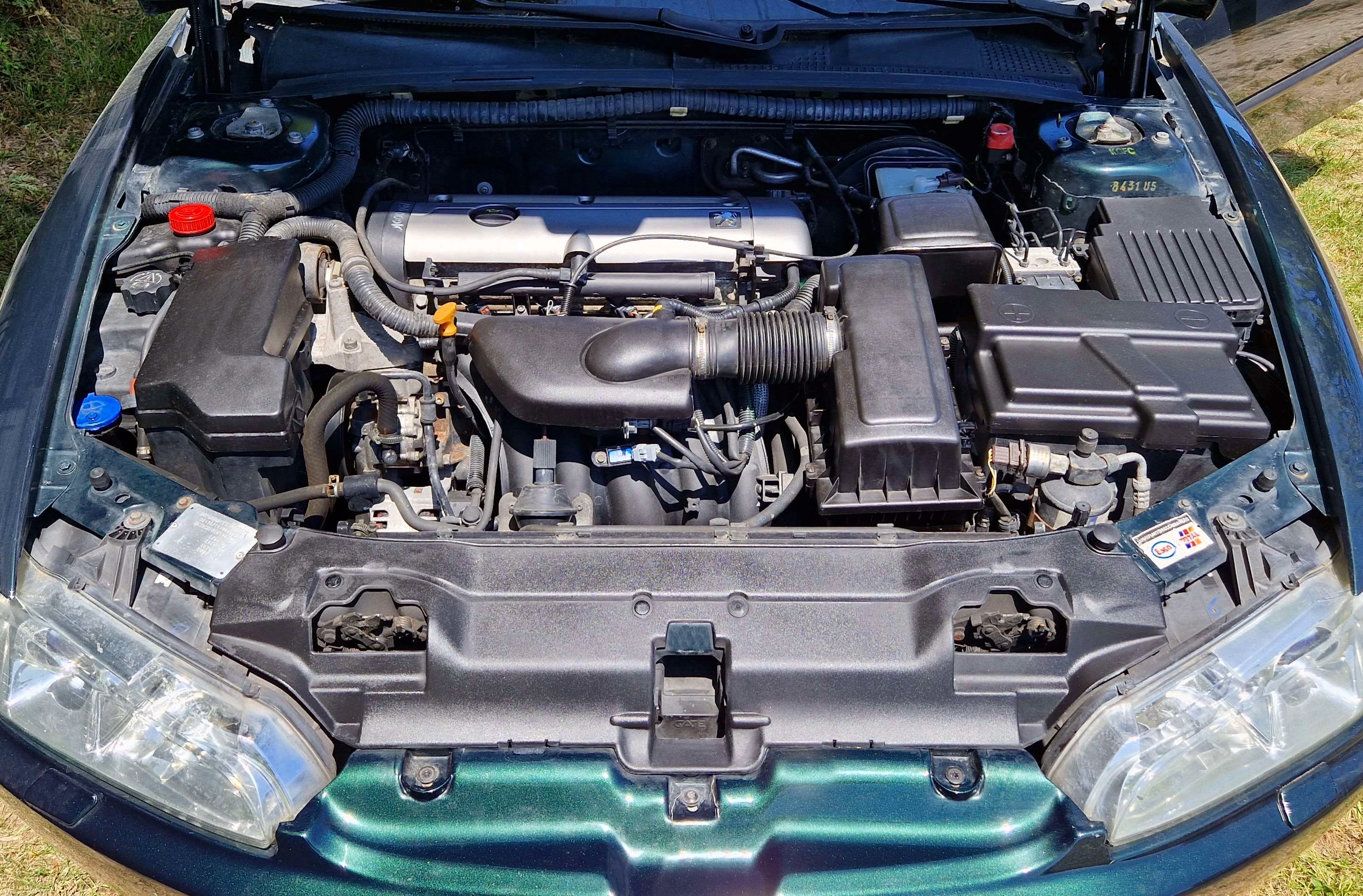
Moteur EW10J4 d'une Peugeot 406 coupé.

C'est le moteur intermédiaire, très présent au sein du groupe PSA, il possède un alésage de 85 mm pour une course de 88 mm et une cylindrée de 1 997 cm3. Il fut lancé en 1999 avec la Peugeot 206 S16 pour ensuite être inclus dans les autres modèles de type familiale ou monospaces. Une version à injection directe (EW10 D) est également sortie mais n'a pas connu le succès en raison de son intérêt limité. Sa production est stoppée le 1er janvier 2010.
| Type (repère)     | Puissance                      | Couple                 | Véhicules |
| ----------------- | ------------------------------ | ---------------------- | --- |
| EW10 J4 (RFR)     | 137 ch (100 kW) à 6 000 tr/min | 190 N m à 4 100 tr/min | Peugeot 206 S16, Peugeot 406. |
| EW10 J4 (RFN RFM) | 138 ch (100 kW) à 6 000 tr/min | 191 N m à 4 100 tr/min | Peugeot 206 S16, Peugeot 307, Peugeot 406, Peugeot 407, Peugeot 607, Peugeot 806, Peugeot 807/Citroën C8, Citroën C4, Citroën C5 I phase 1, Citroën Évasion (après septembre 2000), Citroën Xsara phase 2, Citroën Xsara Picasso, Peugeot Expert I / Citroën Jumpy I / Fiat Scudo I (après 2000). |
| EW10 A (RFJ)      | 143 ch (103 kW) à 6 000 tr/min | 200 N m à 4 000 tr/min | Peugeot 307, Peugeot 407, Peugeot 807/Citroën C8, Citroën C5 I phase 2 et II, Citroën C4 Picasso, Citroën C4. |
| EW10 J4S (RFK)    | 177 ch (130 kW) à 7 000 tr/min | 202 N m à 4 750 tr/min | Peugeot 206 RC, Peugeot 307 Féline 180, Citroën C4 VTS |
| EW10 D (RLZ)      | 140 ch (103 kW) à 6 000 tr/min | 192 N m à 4 000 tr/min | Peugeot 406 phase 2, Citroën C5 I phase 1 |

### EW12
C'est le plus gros moteur de la famille et des 4 cylindres du groupe. Il possède un alésage de 86 mm, une course de 96 mm et une cylindrée de 2 231 cm3. Il est utilisé pour la première fois sur la Peugeot 607 en 2000 et sa production a cessé le 1er janvier 2011. Il dispose de deux arbres d'équilibrage contra-rotatifs localisés dans le carter d'huile. 
Un dispositif de calage variable de l'arbre à cames d'admission utilisant la pression d'huile moteur et une électrovanne est introduit. Il donne à l'arbre à cames 20° d'avance permettant :
- de favoriser le couple à bas régime en fermant les soupapes d'admission lorsque le piston arrive au point mort bas, évitant tout refoulement du mélange dans l'admission,
- de développer une puissance élevée à haut régime en retardant la fermeture des soupapes d'admission après l'arrivée du piston au point mort bas, profitant de l'inertie de la veine gazeuse de l'admission pour améliorer le remplissage du moteur[3].

Ce calage variable est déclenché quand le moteur dépasse les 4300 tr/min ou lors de reprises franches.
Le collecteur d'échappement est de type "3Y" ou 4-2-1, favorisant le couple à bas régime. 
| Type          | Puissance                      | Couple                 | Véhicules                                                      |
| ------------- | ------------------------------ | ---------------------- | -------------------------------------------------------------- |
| EW12 J4 (3FZ) | 158 ch (116 kW) à 5 650 tr/min | 217 N m à 3 900 tr/min | Peugeot 406, Peugeot 607, Peugeot 407, Peugeot 807/Citroën C8. |
| EW12 E4 (3FY) | 163 ch (120 kW) à 5875 tr/min  | 220 N m à 4 150 tr/min | Peugeot 607, Peugeot 407, peugeot 407 coupé                    |

## Versions Diesel

### DW8

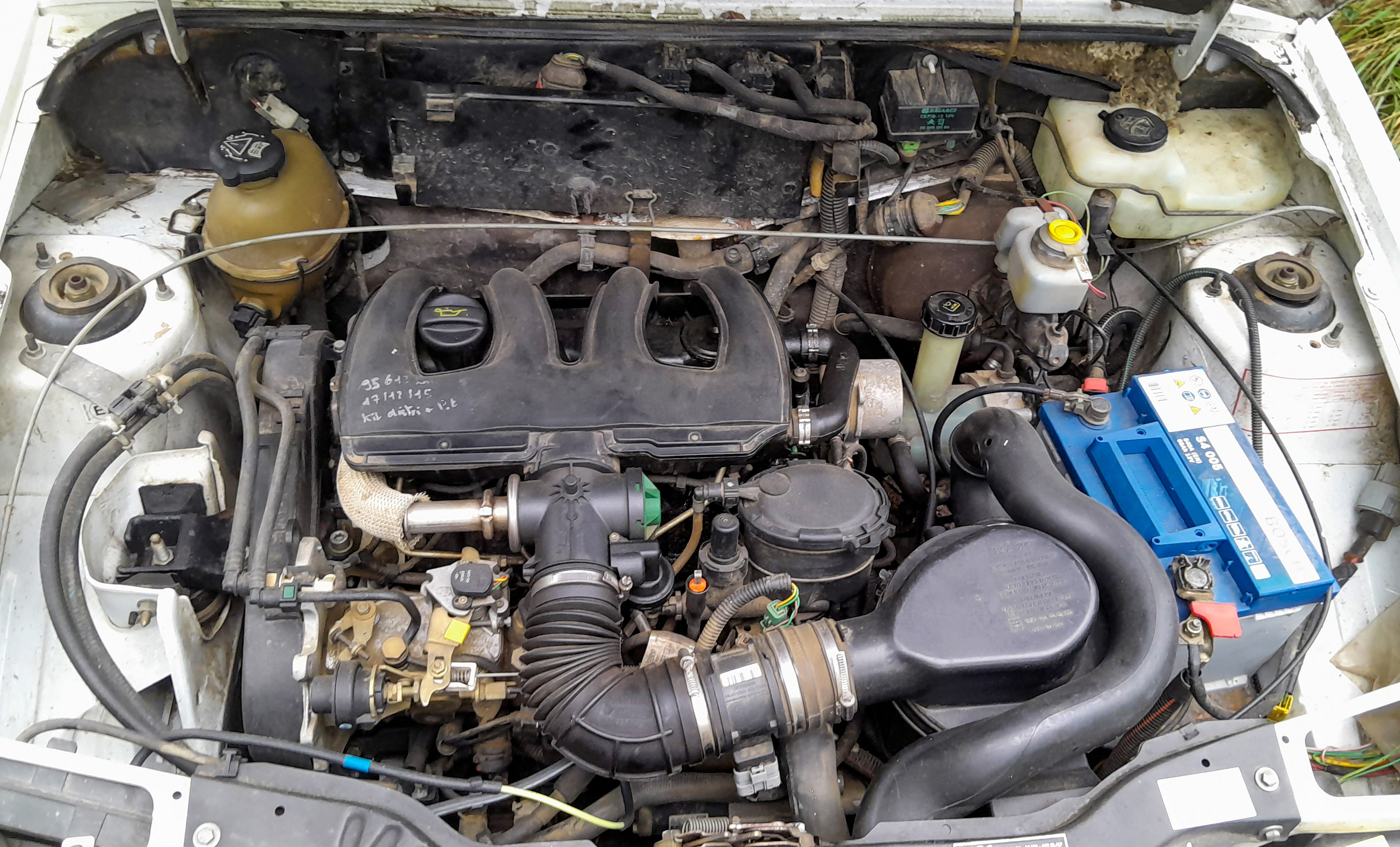
Moteur DW8 dans une Citroën C15 First de 2005.

Le moteur DW8 est une évolution du  moteur XUD9 atmosphérique qui équipait bon nombre de modèles chez Peugeot-Citroën. Apparu mi-1998, la cylindrée de ce moteur à injection indirecte passe de 1 905 cm3 à 1 868 cm3 développe 68 ch (50 kW) mais du fait de sa cylindrée, reste avec l'appellation 1,9 D. il équipera notamment les Peugeot 206, 306, Partner, Citroën Xsara, Berlingo et les 207 Mercosur. Une version améliorée au niveau de la dépollution (injection) nommé DW8 B apparaît en 2001. Moteur fiable et robuste, la production de ce moteur a cessé en Europe en 2005 et en 2010 en Argentine. En Europe, le dernier véhicule de la Gamme PSA sorti des chaînes et qui a été équipé du DW8 est l'utilitaire Citroën C15 en 2005. Le moteur DV4 TD 1,4 HDi 70 ch, de cylindrée inférieure mais puissance équivalente, a progressivement remplacé le DW8 à partir de Septembre 2002.
En revanche, le DW8 a connu une carrière plus longue en Amérique du Sud, puisqu'il a été monté jusqu'en 2010 sur les Peugeot Partner et Citroën Berlingo et la Peugeot 207 Mercosur assemblés à l'usine d'El Palomar en Argentine.
| Modèle         | Puissance     | Notes                                        | Application |
| -------------- | ------------- | -------------------------------------------- | --- |
| DW8 L3 (WJZ)   | 68 ch (50 kW) | injection indirecte, Atmosphérique, catalysé | Peugeot 206, Peugeot 306 phase 2, Peugeot 207 Mercosur, Peugeot Partner, Peugeot Expert Citroen Berlingo, Citroen Jumpy                                |
| DW8 B L4 (WJY) | 71 ch (52 kW) | injection indirecte, Atmosphérique, catalysé | Peugeot 206, Peugeot 306 phase 2, Peugeot Partner, Peugeot Expert (depuis OPR 09065) Citroën Xsara, Citroen Berlingo, Citroen Jumpy (depuis OPR 09065) |
| DW8 B W4 (WJX) | 60 ch (43 kW) | injection indirecte, Atmosphérique, catalysé | Citroën C15 |

### DW10
Le 2,0 L DW10 a été le premier moteur Diesel de PSA à présenter une injection directe à common rail. Il a reçu la désignation commerciale HDi. Il dispose d'un alésage de 85 mm et une course de 88 mm pour un déplacement total de 1 996 cm3, permettant le remplacement de l’XUD9 en 1999. Il était initialement disponible en version 89 ch (66 kW), avec deux soupapes par cylindre et un turbo à géométrie fixe. Un refroidisseur intermédiaire a été ajouté plus tard dans l'année, augmentant la puissance à 109 ch (80 kW).
Initialement disponible dans des modèles de taille moyenne, comme la Citroën Xsara et Xantia et les Peugeot 306 et 406, il a été rapidement utilisé à travers toute la gamme de PSA, tels que les véhicules utilitaires légers comme le Citroën Berlingo, tandis qu'une version à culasse 16 soupapes de 134 ch (100 kW) était utilisée dans les berlines, routières et grands monospaces construits en association avec FIAT. Suzuki utilise aussi ces groupes motopropulseurs comme dans l'européenne Vitara et le Grand Vitara. Les monospaces et fourgonnettes commerciales Eurovan avec la société Sevel, collaboration Citroën−FIAT−Lancia−Peugeot ont commencé en 1994 : le Citroën Jumpy, Peugeot Expert et Fiat Scudo étaient disponibles avec un moteur DW10 BTED de 94 ch, qui est essentiellement une version où un intercooler a été rajouté au 89 ch d'origine. 
La production du DW10 première génération (TD,TED, ATED et BTED) a cessé en 2006 en Europe avec l'arrêt de la fabrication de la Citroën Xsara Break et des utilitaires Peugeot Expert, Citroën Jumpy et Fiat Scudo première génération. En revanche le DW10 première génération en version 90 et 110 chevaux a eu une carrière plus longue  en Amérique du Sud, car il a équipé jusqu'en 2011 la Peugeot 307 phase 2, et la Citroën C4 phase 1 destinés pour le marché argentin et fabriqués à l'usine d'El Palomar, ainsi que le Peugeot Partner, le Citroën Berlingo et Peugeot 207 Mercosur (versions TD/RHY 90 chevaux).
Fin 2003, le DW10 a été utilisé comme base pour le développement du DW10 deuxième génération co-développé avec Ford et utilisé dans la mise au point des C-Max et Volvo C30 / Volvo S40 / V50, ainsi que dans diverses versions passagers de Citroën et Peugeot. Il est équipé d'une transmission manuelle à six vitesses ou une transmission automatique à six vitesses (dès l'été 2006 et suivantes). Le DW10 deuxième génération est désormais équipé d'une culasse 16 soupapes. Les motorisations DACT 16 soupapes de 134 ch sont couplées à un système d'injection à rampe commune de deuxième génération et équipées d'un turbocompresseur à géométrie variable.
Les DW10 B et DW10 C sont conformes à la norme européenne d'émission Euro 5.
En 2014, des variantes compatibles avec la nouvelle norme en vigueur Euro 6, les DW10 FC et DW10 FD, sont ajoutées à la gamme et introduisent de nouvelles technologies de contrôle des émissions.
En 2016, il est prévu d'utiliser le DW10 FC sur la Toyota Fortuner.
| Appellations commerciales   | 2.0 HDi/e-HDi/BlueHDi                                                    | 2.0 HDi/e-HDi/BlueHDi                                                    | 2.0 HDi/e-HDi/BlueHDi                                                    | 2.0 HDi/e-HDi/BlueHDi                                                    | 2.0 HDi/e-HDi/BlueHDi                                                    | 2.0 HDi/e-HDi/BlueHDi                                                    | 2.0 HDi/e-HDi/BlueHDi                                                    | 2.0 HDi/e-HDi/BlueHDi                                                    | 2.0 HDi/e-HDi/BlueHDi                                                    | 2.0 HDi/e-HDi/BlueHDi                                                    | 2.0 HDi/e-HDi/BlueHDi                                                    | 2.0 HDi/e-HDi/BlueHDi                                                    | 2.0 HDi/e-HDi/BlueHDi                                                    | 2.0 HDi/e-HDi/BlueHDi                                                    | 2.0 HDi/e-HDi/BlueHDi                                                    | 2.0 HDi/e-HDi/BlueHDi                                                    | 2.0 HDi/e-HDi/BlueHDi                                                    | 2.0 TDCi                                                                 |
| --------------------------- | ------------------------------------------------------------------------ | ------------------------------------------------------------------------ | ------------------------------------------------------------------------ | ------------------------------------------------------------------------ | ------------------------------------------------------------------------ | ------------------------------------------------------------------------ | ------------------------------------------------------------------------ | ------------------------------------------------------------------------ | ------------------------------------------------------------------------ | ------------------------------------------------------------------------ | ------------------------------------------------------------------------ | ------------------------------------------------------------------------ | ------------------------------------------------------------------------ | ------------------------------------------------------------------------ | ------------------------------------------------------------------------ | ------------------------------------------------------------------------ | ------------------------------------------------------------------------ | ------------------------------------------------------------------------ |
| Types moteurs               |                                                                          | DW10 TD (RHY)                                                            | DW10 BTED (RHX)                                                          | DW10 CE (RH02)                                                           | DW10 ATED (RHZ)                                                          |                                                                          | DW10--TED4E5                                                             | DW10 CD (RH02)                                                           |                                                                          |                                                                          | DW10 BTED4 (RHR)                                                         | DW10 C (RH02)                                                            | DW10 FD (AH01)                                                           | DW10FDTED4                                                               |                                                                          | DW10 CTED4 (RH02)                                                        | DW10 FC TDE4 (AH02 AH01)                                                 | DW10FPTED4                                                               |
| Cylindrée                   | 1 996 cm3                                                                | 1 996 cm3                                                                | 1 996 cm3                                                                | 1 996 cm3                                                                | 1 996 cm3                                                                | 1 996 cm3                                                                | 1 996 cm3                                                                | 1 996 cm3                                                                | 1 996 cm3                                                                | 1 996 cm3                                                                | 1 996 cm3                                                                | 1 996 cm3                                                                | 1 996 cm3                                                                | 1 996 cm3                                                                | 1 996 cm3                                                                | 1 996 cm3                                                                | 1 996 cm3                                                                | 1 996 cm3                                                                |
| Alésage (mm) / course (mm)  | 85 / 88                                                                  | 85 / 88                                                                  | 85 / 88                                                                  | 85 / 88                                                                  | 85 / 88                                                                  | 85 / 88                                                                  | 85 / 88                                                                  | 85 / 88                                                                  | 85 / 88                                                                  | 85 / 88                                                                  | 85 / 88                                                                  | 85 / 88                                                                  | 85 / 88                                                                  | 85 / 88                                                                  | 85 / 88                                                                  | 85 / 88                                                                  | 85 / 88                                                                  | 85 / 88                                                                  |
| Nombre cylindres / soupapes | 4 cylindres                                                              | 4 cylindres                                                              | 4 cylindres                                                              | 4 cylindres                                                              | 4 cylindres                                                              | 4 cylindres                                                              | 4 cylindres                                                              | 4 cylindres                                                              | 4 cylindres                                                              | 4 cylindres                                                              | 4 cylindres                                                              | 4 cylindres                                                              | 4 cylindres                                                              | 4 cylindres                                                              | 4 cylindres                                                              | 4 cylindres                                                              | 4 cylindres                                                              | 4 cylindres                                                              |
| Énergie                     | Diesel                                                                   | Diesel                                                                   | Diesel                                                                   | Diesel                                                                   | Diesel                                                                   | Diesel                                                                   | Diesel                                                                   | Diesel                                                                   | Diesel                                                                   | Diesel                                                                   | Diesel                                                                   | Diesel                                                                   | Diesel                                                                   | Diesel                                                                   | Diesel                                                                   | Diesel                                                                   | Diesel                                                                   | Diesel                                                                   |
| Alimentation                | Turbocompressé                                                           | Turbocompressé                                                           | Turbocompressé                                                           | Turbocompressé                                                           | Turbocompressé                                                           | Turbocompressé                                                           | Turbocompressé                                                           | Turbocompressé                                                           | Turbocompressé                                                           | Turbocompressé                                                           | Turbocompressé                                                           | Turbocompressé                                                           | Turbocompressé                                                           | Turbocompressé                                                           | Turbocompressé                                                           | Turbocompressé                                                           | Turbocompressé                                                           | Turbocompressé                                                           |
| Puissance max (ch DIN)      | 84 ch au régime de 4000 tr/min                                           | 90 ch au régime de 4000 tr/min                                           | 94 ch au régime de 4000 tr/min                                           | 98 ch au régime de 3250 tr/min                                           | 109 ch au régime de 4000 tr/min                                          | 110 ch au régime de 3750 tr/min                                          | 122 ch au régime de 3750 tr/min                                          | 130 ch au régime de 3750 tr/min                                          | 136 ch au régime de 4000 tr/min                                          | 136 ch au régime de 4000 tr/min                                          | 136 ch au régime de 4000 tr/min                                          | 140 ch au régime de 4000 tr/min                                          | 150 ch au régime de 3750 tr/min                                          | 150 ch au régime de 3750 tr/min                                          | 160 ch au régime de 3750 tr/min                                          | 163 ch au régime de 3750 tr/min                                          | 178 ch au régime de 3750 tr/min                                          | 210 ch au régime de 3750 tr/min                                          |
| Couple max (N m)            | 192 N m au régime de 1900 tr/min                                         | 209 N m au régime de 1750 tr/min                                         | 215 N m au régime de 1750 tr/min                                         | 260 N m au régime de 1500 tr/min                                         | 250 N m au régime de 1750 tr/min                                         | 304 N m au régime de 1750 tr/min                                         | 340 N m au régime de 2000 tr/min                                         | 340 N m au régime de 2000 tr/min                                         | 340 N m au régime de 2000 tr/min                                         | 370 N m au régime de 2000 tr/min                                         | 320 N m au régime de 2000 tr/min                                         | 320 N m au régime de 2000 tr/min                                         | 340 N m au régime de 2000 tr/min                                         | 370 N m au régime de 2000 tr/min                                         | 400 N m au régime de 2000 tr/min                                         | 340 N m au régime de 2000 tr/min                                         | 400 N m au régime de 2000 tr/min                                         | 450 N m au régime de 2000 tr/min                                         |
| Norme de dépollution        | Euro 3                                                                   | Euro 3                                                                   | Euro 4                                                                   | Euro 6                                                                   | Euro 3                                                                   | Euro 6c                                                                  | Euro 6                                                                   | Euro 6c                                                                  | Euro 3                                                                   | Euro 6                                                                   | Euro 4                                                                   | Euro 5                                                                   | Euro 4                                                                   | Euro 6                                                                   | Euro 6c                                                                  | Euro 5                                                                   | Euro 6c                                                                  | Euro 6c                                                                  |
| Utilisateurs                | Peugeot, Citroën, Ford, DS, Fiat, Toyota, Volvo, Suzuki, Lancia et Mazda | Peugeot, Citroën, Ford, DS, Fiat, Toyota, Volvo, Suzuki, Lancia et Mazda | Peugeot, Citroën, Ford, DS, Fiat, Toyota, Volvo, Suzuki, Lancia et Mazda | Peugeot, Citroën, Ford, DS, Fiat, Toyota, Volvo, Suzuki, Lancia et Mazda | Peugeot, Citroën, Ford, DS, Fiat, Toyota, Volvo, Suzuki, Lancia et Mazda | Peugeot, Citroën, Ford, DS, Fiat, Toyota, Volvo, Suzuki, Lancia et Mazda | Peugeot, Citroën, Ford, DS, Fiat, Toyota, Volvo, Suzuki, Lancia et Mazda | Peugeot, Citroën, Ford, DS, Fiat, Toyota, Volvo, Suzuki, Lancia et Mazda | Peugeot, Citroën, Ford, DS, Fiat, Toyota, Volvo, Suzuki, Lancia et Mazda | Peugeot, Citroën, Ford, DS, Fiat, Toyota, Volvo, Suzuki, Lancia et Mazda | Peugeot, Citroën, Ford, DS, Fiat, Toyota, Volvo, Suzuki, Lancia et Mazda | Peugeot, Citroën, Ford, DS, Fiat, Toyota, Volvo, Suzuki, Lancia et Mazda | Peugeot, Citroën, Ford, DS, Fiat, Toyota, Volvo, Suzuki, Lancia et Mazda | Peugeot, Citroën, Ford, DS, Fiat, Toyota, Volvo, Suzuki, Lancia et Mazda | Peugeot, Citroën, Ford, DS, Fiat, Toyota, Volvo, Suzuki, Lancia et Mazda | Peugeot, Citroën, Ford, DS, Fiat, Toyota, Volvo, Suzuki, Lancia et Mazda | Peugeot, Citroën, Ford, DS, Fiat, Toyota, Volvo, Suzuki, Lancia et Mazda | Peugeot, Citroën, Ford, DS, Fiat, Toyota, Volvo, Suzuki, Lancia et Mazda |

### DW12
Le DW12 (2 179 cm³ de cylindrée) a un alésage et une course de 85 mm × 96 mm. Contrairement aux premières conceptions du DW10, il était équipé de 16 soupapes dès sa sortie initiale et a fait ses débuts en 2000 avec la Citroën C5, la Peugeot 406, la Peugeot 406 Coupé et la Peugeot 607. 
En 2006, il a été intégré à la famille PSA/Ford, avec une puissance atteignant 170 ch (125 kW). Peugeot a ajouté ce moteur en option pour la Peugeot 407 et la 607 restylée, entre le 2.0 HDi DW10 et le V6 2.7 HDi DT17. Land Rover a utilisé ce moteur dans les modèles Freelander 2, Discovery Sport et Range Rover Evoque, en version 160 ch ou 190 ch. Les Peugeot 4007 et Citroën C-Crosser ont également utilisé ce moteur. 
Il a été monté longitudinalement dans la Jaguar XF de 2012 à 2015 en versions 163 ch ou 200 ch, bien que certains modèles de début 2012 aient été disponibles en version 190 ch. Un autre moteur de 2,2 L, le ZSD-422 de Ford avec une cylindrée de 2 198 cm³, a été utilisé dans la gamme de véhicules utilitaires légers de Citroën et Peugeot.
| Appellation commerciale                    | 2.2 HDi 100                                         | 2.2 HDi 130                                                              | 2.2 HDi 136                                                              | 2.2 HDi 170                                                                                       | 2.2 HDi 204                                                              | 2.2 HDi 160                                                              | 2.2 BlueHDi 165                                                          | 2.2 BlueHDi 140                                                          | 2.2 BlueHdi 120                                                          |
| ------------------------------------------ | --------------------------------------------------- | ------------------------------------------------------------------------ | ------------------------------------------------------------------------ | ------------------------------------------------------------------------------------------------- | ------------------------------------------------------------------------ | ------------------------------------------------------------------------ | ------------------------------------------------------------------------ | ------------------------------------------------------------------------ | ------------------------------------------------------------------------ |
| Appellation technique                      | DW12 UTED (4HV/4HY)                                 | DW12 ATED4 (4HW)                                                         | DW12 TED4 (4HX/4HZ)                                                      | DW12 BTED4 (4HS/4HT/4HP/4H01)                                                                     | DW12 CTED4 (4HL)                                                         | DW12 MTED4                                                               | DW12 RUC                                                                 | DW12 RUD                                                                 | DW12 RUE (4HU)                                                           |
| Nb cylindres /soupapes                     | 4 cylindres/8 soupapes                              | 4 cylindres/16 soupapes                                                  | 4 cylindres/16 soupapes                                                  | 4 cylindres/16 soupapes                                                                           | 4 cylindres/16 soupapes                                                  | 4 cylindres/16 soupapes                                                  | 4 cylindres/16 soupapes                                                  | 4 cylindres/16 soupapes                                                  | 4 cylindres/16 soupapes                                                  |
| Énergie                                    | Diesel                                              | Diesel                                                                   | Diesel                                                                   | Diesel                                                                                            | Diesel                                                                   | Diesel                                                                   | Diesel                                                                   | Diesel                                                                   | Diesel                                                                   |
| Cylindrée (cm3)                            | 2178                                                | 2179                                                                     | 2179                                                                     | 2179                                                                                              | 2179                                                                     | 2179                                                                     | 2179                                                                     | 2179                                                                     | 2179                                                                     |
| Alésage/Course (mm × mm)                   | 85 x 96                                             | 85 x 96                                                                  | 85 x 96                                                                  | 85 x 96                                                                                           | 85 x 96                                                                  | 85 x 96                                                                  | 85 x 96                                                                  | 85 x 96                                                                  | 85 x 96                                                                  |
| Rapport volumétrique                       | 17,6:1                                              | 17,6:1                                                                   | 18:1                                                                     | 16:1                                                                                              | 16:1                                                                     | 16:1                                                                     | 16:1                                                                     | 16:1                                                                     | 16:1                                                                     |
| Alimentation                               | Injection directe à rampe commune, Turbocompresseur | Injection directe à rampe commune, Turbocompresseur à géométrie variable | Injection directe à rampe commune, Turbocompresseur à géométrie variable | Injection directe à rampe commune, 2 Turbocompresseurs en montage parallèle                       | Injection directe à rampe commune, Turbocompresseur à géométrie variable | Injection directe à rampe commune, Turbocompresseur à géométrie variable | Injection directe à rampe commune, Turbocompresseur à géométrie variable | Injection directe à rampe commune, Turbocompresseur à géométrie variable | Injection directe à rampe commune, Turbocompresseur à géométrie variable |
| Puissance max (ch DIN)                     | 104 à 4 000 tr/min                                  | 128 à 4 000 tr/min                                                       | 136 à 4 000 tr/min                                                       | 170 à 4 000 tr/min                                                                                | 204 à 3 500 tr/min                                                       | 156 à 4 000 tr/min                                                       | 170 à 3 775 tr/min                                                       | 140 à 3 775 tr/min                                                       | 120 à 3 775 tr/min                                                       |
| Puissance max (kW)                         | 74 à 4 000 tr/min                                   | 94 à 4 000 tr/min                                                        | 98 à 4 000 tr/min                                                        | 125 à 4 000 tr/min                                                                                | 150 à 3 500 tr/min                                                       | 115 à 4 000 tr/min                                                       | 125 à 3 775 tr/min                                                       | 103 à 3 775 tr/min                                                       | 88 à 3 775 tr/min                                                        |
| Couple max (Nm)                            | 240 à 1 900 tr/min                                  | 320 à 2 000 tr/min                                                       | 317 à 2 000 tr/min                                                       | 370 à 1 750 tr/min                                                                                | 450 à 2 750 tr/min                                                       | 380 à 2 000 tr/min                                                       | 370 à 2 000 tr/min                                                       | 340 à 2 000 tr/min                                                       | 310 à 2 000 tr/min                                                       |
| Modèle Version utilisateur (non exhaustif) | Peugeot Boxer I phase 2 Citroën Jumper I phase 2    | Citroën C8 Peugeot 807 Fiat Ulysse Lancia Phedra                         | Peugeot 406 phase 2 (4HX) Citroën C5 I (4HX) Peugeot 607 (4HZ)           | Peugeot 407 Peugeot 607 Peugeot 807 Citroën C5 II Citroën C6 Citroën C8 Fiat Ulysse Lancia Phedra | Peugeot 508 I Citroen C5 II                                              | Peugeot 4007 Citroën C-CrosserMitsubishi Outlander                       | Peugeot Boxer III Citroën Jumper III                                     | Peugeot Boxer III Citroën Jumper III                                     | Peugeot Boxer III Citroën Jumper III                                     |
| Norme de dépollution                       | Euro 3                                              | Euro 3                                                                   | Euro 3                                                                   | Euro 4                                                                                            | Euro 5                                                                   | Euro 4/5                                                                 | Euro 6d                                                                  | Euro 6d                                                                  | Euro 6d                                                                  |
| Date d'utilisation                         |                                                     |                                                                          |                                                                          |                                                                                                   |                                                                          |                                                                          |                                                                          |                                                                          |                                                                          |